# 釋蒙潤
釋蒙潤（1276年－1343年1月30日），字玉岡，嘉禾海鹽人（現中國浙江省嘉興市），俗姓顧，父親顧敏，是個隱君子；母親孫氏，是古源永清法師（1215年－1290年）的外甥女。元朝杭州下天竺靈山寺沙門，天臺宗高僧。。

## 生平
蒙潤法師的母親孫氏在懷孕期及生產時，都夢到異夢，後產下法師。潤法師於十四歲時，前往白蓮寺依止舅公古源永清法師出家，在禮拜寺中供奉的伽藍神像時，神像全部撲倒在地，不受其拜，大眾紛紛感到驚異。古源法師命蒙潤禮一祥和尚剃髮出家，後受具足戒 。
古源法師見蒙潤天資銳敏，授予《天臺止觀》、《金剛錍論》、《十不二門論》等經論，蒙潤法師都能馬上了悟大意，融匯貫通。源法師往生後，蒙潤依止竹堂傳法師，修學他未完的學業，由於精勤刻苦學習身患奇疾，修《觀音懺》四十九天，奇疾痊癒，心思比以往更加明利。學成之後，駐錫南天竺演福寺首座，開演《法華經》，日常有一千多人聽講，大振天臺宗風。六年後離開演福寺，到龍卒風篁嶺白蓮庵，專修念佛三昧，後來聞名前往依止的善信日益增多，便為大眾講說天臺止觀法門。
後來宣政院下令，強請蒙潤法師接任下天竺靈山寺住持，說法無倦，率領大眾勤修法華三昧，感應普賢菩薩放光顯現瑞相。
三年後，至正二年（1343年），一日喊弟子實法、明策等人前來，開示天臺宗的止觀安心要旨後說：「吾生緣殆盡，茲惟其時驟」（我此生因緣已盡，該往生的時候到了！）。稱念佛號數百聲後，生死自由，無息安然往生，世壽六十八歲。
蒙潤法師一生精進修行，晝夜不懈怠，常行般舟三昧；以九十天為一期，共修習了七次。又修習法華懺、金光明懺、大悲懺及淨土等懺法，以七七四十九天為一期，無法清楚了解修習了多少次數，可見法師功德深厚，密行密證深不可測，為天臺宗一代高僧。

## 著作經論
- 《天台四教儀[5]集註》十卷[6][7]
- 《四教儀集註科文》[5]一卷

## 法嗣

### 師長
- 古源永清

### 弟子
- 大用必才
- 松壑正壽
- 印海子實
- 雪林延瑞

## 外部連結
- 馬來西亞淨宗學會－元 蒙潤 （页面存档备份，存于）